# Elbtal
Elbtal è un comune tedesco di 2 441 abitanti situato nel land dell'Assia.